# خروس‌ماهی‌های آتشین
خروس‌ماهی‌های آتشین Parapterois یک سرده از ماهیان پرتوباله دریایی است که وابسته به خانواده عقرب‌ماهیان است. این ماهی‌ها از محیط‌های دریایی در اقیانوس هند یا نزدیک آن سرچشمه می‌گیرند. ماهی سمی Parapterois heterura گاهی به عنوان یک ماهی آکواریومی دیده می‌شود.
در حال حاضر دو گونه شناخته‌شده در این سرده وجود دارد.
با وجود محبوبیت دیگر خروس‌ها، گونه‌های Parapterois به‌ندرت در تجارت آکواریوم یافت می‌شوند. P. heterura را می‌توان در برخی از فروشگاه‌های آنلاین ماهیان آکواریوم دریایی یافت، اما رایج نیست.

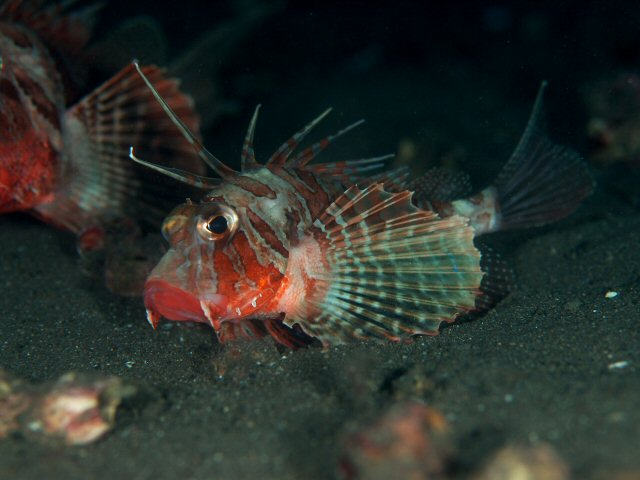
Parapterois heterura بر روی بستر قرار گرفته‌است